# Federația de Fotbal a Antilelor Neerlandeze
Federația de Fotbal a Antilelor Neerlandeze este forul ce guvernează fotbalul în Antilele Neerlandeze. 